# Hipoteca inmobiliaria

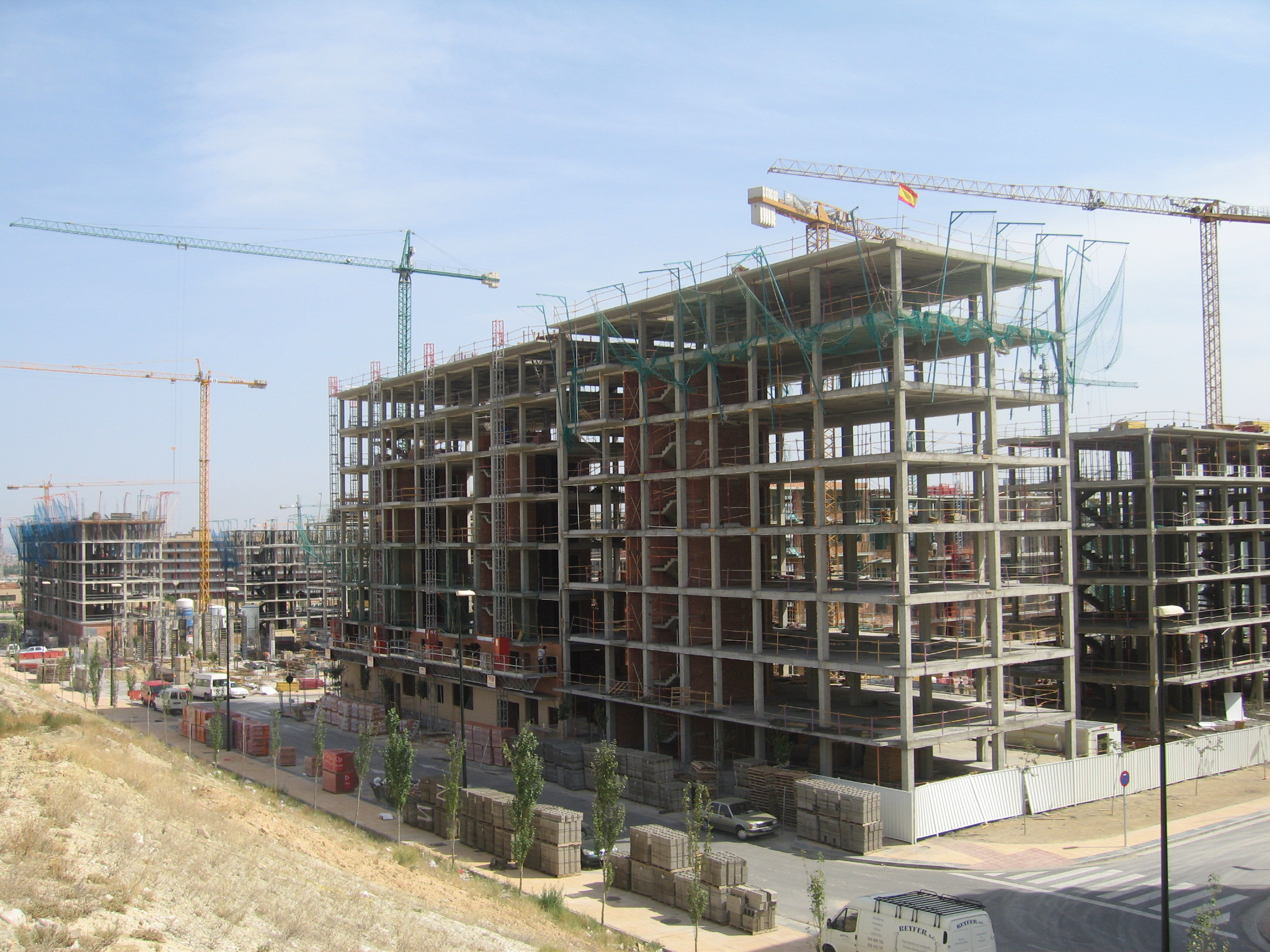
La hipoteca inmobiliaria, como derecho real de realización del valor en garantía, permite al acreedor hipotecario someter el bien hipotecado a venta forzosa -Ejecución de hipoteca-, para hacerse pago de la deuda con el producto obtenido. Ello sin duda ha fomentado la inversión en la construcción y adquisición de bienes raíces a crédito pero ha fomentado en numerosos países las burbujas inmobiliarias y las consecuencias indeseables para los compradores, sobre todo particulares, cuando no pueden responder al pago establecido del precio de la vivienda y sus intereses: desahucios y desalojo forzado.

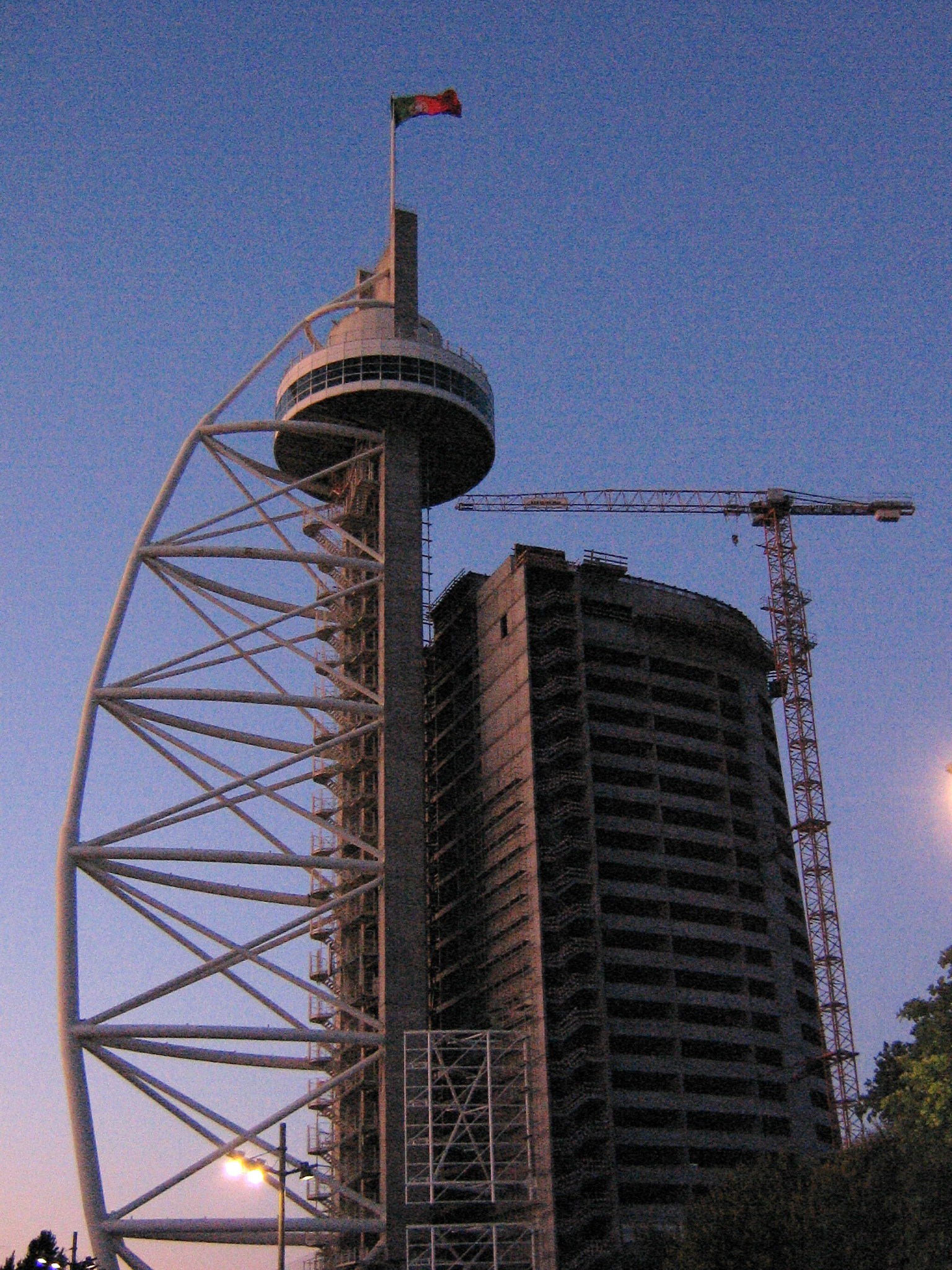
El perfeccionamiento de la hipoteca inmobiliaria ha fomentado la construcción de edificios y el desarrollo inmobiliario en general, como resultado de la facilidad de obtención de recursos financieros ajenos por efecto de la calidad de la garantía que supone dicha hipoteca. Muestra de este fenómeno ha sido el espectacular desarrollo del crédito territorial especialmente en Europa y América del Norte, en la década habida entre los años 1998 y 2008. Sus consecuencias fueron nefastas: crisis de las hipotecas subprime, Crisis financiera de 2008, Gran Recesión y extensión de la crisis económica a países del euro.

La hipoteca inmobiliaria es un derecho real de garantía que recae, de forma exclusiva, sobre bienes inmuebles y confiere a su titular un derecho de realización de valor de los inmuebles hipotecados con el fin de asegurar el cumplimiento de la obligación garantizada por la hipoteca. Esta clase de hipoteca fomenta la riqueza económica en cuanto es el origen del llamado crédito territorial. Generalmente se formaliza mediante escritura pública que necesariamente se tiene que inscribir en el Registro de la Propiedad (o el registro inmobiliario equivalente en cada país) siendo constitutiva tal inscripción registral (si no se inscribe no nace), por la circunstancia de que el bien inmueble hipotecado continúa en posesión del deudor hipotecario obligado a cumplir. Se puede constituir también por ministerio de la ley.
No debe confundirse la obligación garantizada (préstamo o crédito) con la propia garantía (hipoteca) que es la que asegura la devolución de lo prestado. Aunque vayan unidos, el crédito hipotecario y la hipoteca son negocios jurídicos distintos. Así, con independencia del préstamo, siempre se podrá ejecutar y realizar su valor (venta forzosa), sin tener en consideración al dueño de la cosa hipotecada, o al titular del derecho real hipotecado.

## La hipoteca inmobiliaria como derecho real
La hipoteca inmobiliaria es un derecho real de garantía, o, una forma de garantía real, -una relación jurídica entre una persona y una cosa-, que confiere al acreedor el poder de realizar con preferencia el bien inmueble hipotecado, mediante su venta forzosa, que definitivamente se diferencia de la prenda en que la hipoteca no exige el requisito del desplazamiento o desposesión de la cosa que constituye el objeto de la garantía, la cual seguirá estando en poder del deudor hipotecario, y se diferencia también de la prenda, en que la hipoteca recae sólo sobre bienes inmuebles. La mayor ventaja de la hipoteca frente a la prenda radica quizá en que no se requiere que el hipotecante (dueño de la finca hipotecada) se desposesione del bien gravado, ni se coarta su poder de disposición, pues puede vender, arrendar, ceder, volver a hipotecar, etc., la finca hipotecada. Cualquier adquirente posterior recibirá el bien hipotecado, gravado con la afección real, quedando obligado a soportar el ejercicio del derecho de realización de valor que lleva aparejado, sea quien fuere dicho poseedor (reipersecutoriedad).

## Características primarias de la hipoteca inmobiliaria
La hipoteca inmobiliaria es un derecho real, pues recae inmediata y directamente sobre una cosa inmueble, o sobre otro derecho real, y siempre se podrá ejecutar y realizar su valor (venta forzosa), sin tener en consideración al dueño de la cosa hipotecada, o al titular del derecho real hipotecado.
Como derecho de realización de valor, la hipoteca está concebida para permitir el resarcimiento económico del acreedor hipotecario frente al deudor que no cumple. Con este fin, el art. 12 de la Ley Hipotecaria exige que para constituirse la hipoteca deberá hacerse constar el importe de la obligación garantizada y de sus intereses, hasta un máximo de cinco años, así como el valor en que se ha tasado para subasta la finca o derecho objeto de hipoteca.
Es asimismo un derecho accesorio; la hipoteca, en general, se sustenta sobre la preexistencia de un derecho anterior y se constituye para garantizar el cumplimiento de una obligación principal, afectando un determinado bien de manera especial y prioritaria al cumplimiento de esa obligación. La obligación principal y la de garantía, o accesoria, van indisolublemente unidas de modo que si se extingue la obligación principal, no puede seguir subsistiendo la accesoria, y la garantía se extingue. 
No obstante, la Ley 41/2007, de 7 de diciembre, que ha modificado la Ley Hipotecaria de 1946 en el sentido de excepcionar el dogma de la accesoriedad de la hipoteca, con el nuevo art. 153-bis de la Ley Hipotecaria, cuyo texto otorga carta de naturaleza a la llamada hipoteca omnibus, para determinados sujetos, y sólo en su modalidad de hipoteca de máximo que puede estar vigente con independencia de las obligaciones asegurables con la misma.
Asimismo el citado dogma de la accesoriedad se ha roto con la modificación del art. 4 de la Ley 2/1994, de 30 de marzo, en cuyo apartado 3 se crea la llamada hipoteca recarga.
Como derecho indivisible, hasta tanto no se cancele la hipoteca, subsiste de manera íntegra afectando a todas y cada una de las partes de la cosa hipotecada y asegurando todo el crédito, y cada una de sus partes, de modo que mientras subsista pendiente una parte del crédito, quedará íntegra la hipoteca, aunque la obligación garantizada se divida, o se extinga en parte, la hipoteca subsistirá en su integridad hasta que la deuda garantizada esté completamente saldada. La indivisibilidad no impide que con el consentimiento expreso del acreedor hipotecario, y sólo de este modo, la hipoteca se divida si, previa o simultáneamente, se ha dividido la cosa hipotecada.
Como derecho formal, para que exista se tienen que cubrir los requisitos formales para su constitución, que son: la formalización en documento público y la inscripción en el Registro de la propiedad. La falta del requisito de inscripción invalida la hipoteca incluso entre los propios contratantes.
Es también un derecho inmobiliario. Recae fundamentalmente sobre bienes inmuebles, aunque por extensión recaiga también en los bienes muebles inseparables de los inmuebles, y sobre bienes y derechos reales susceptibles de enajenación, incluso puede ser objeto de hipoteca el derecho al aprovechamiento urbanístico.
Es un derecho sobre bienes ajenos (ius in re aliena). Los bienes hipotecados deben ser ajenos y no pertenecer al acreedor hipotecario debiendo constituirse sobre cosas de titularidad distinta a la de dicho acreedor. El bien hipotecado continúa en posesión de su dueño, el deudor hipotecario, y sólo en los casos en que el valor de la cosa esté sufriendo menoscabo en perjuicio del acreedor hipotecario, éste puede pedir la posesión y administración interina para preservar su valor, mediante el ejercicio de la acción de devastación.

### Principales clases y tipos de hipoteca inmobiliaria

#### Clases de hipoteca
Hay muchas clases de hipoteca, pero las más importantes son: 
- (a) Por la extensión del derecho garantizado: Ordinaria y De seguridad: 
  - Hipoteca ordinaria: Consta en el registro la entrega o contraprestación del acreedor y todos los datos del crédito que garantiza.
  - Hipoteca de seguridad: Se configura como un marco dentro del cual se va a desenvolver un crédito no entregado por el acreedor y no definido en todos sus términos. Es también llamada hipoteca de máximo por la que se fija un tope máximo hasta donde alcanza la garantía hipotecaria inscrita (por ejemplo la hipoteca en garantía de un aval, o en garantía de un crédito en cuenta corriente o la prevista en el art. 153-bis de la Ley Hipotecaria).
- (b) Por el número de bienes gravados: 
  - De responsabilidad única o distribuida: Hipoteca de responsabilidad única: recae sobre una sola finca.
  - Hipoteca distribuida: al recaer sobre varias fincas, el principio de especialidad obliga a distribuir el importe de la responsabilidad que por dicha hipoteca le corresponde soportar a cada una de las fincas.

#### Tipos de hipoteca
- Hipoteca voluntaria.- Es la convenida entre las partes; impuesta por disposición del dueño de los bienes sobre los que se constituye.
- Hipoteca necesaria.- Llámese necesaria la hipoteca especial, donde ciertas personas están obligadas a constituir cierta obligación para asegurar los bienes que administran o para garantizar los créditos de determinados acreedores
- Hipoteca ordinaria.- Aquella en que la obligación que se asegura tiene desde el primer momento existencia cierta en cuanto se refiere al bien hipotecado y al monto del crédito.
- Hipoteca excepcional.- Es la destinada a garantizar una obligación de existencia dudosa o de cuantía no determinada.
- Hipoteca inmobiliaria.- Aquella que se constituye sobre bienes inmuebles. Es decir sobre aquellos bienes que son o están fijos en el inmueble, incluyéndose el propio inmueble.
- Hipoteca mobiliaria.- Es la que recae sobre bienes muebles, es decir, que el objeto del contrato son precisamente bienes de naturaleza mueble.

## Hipoteca en garantía de créditos con interés: límites legales
La obligación garantizada por la hipoteca tiene que estar perfectamente determinada, así como su responsabilidad máxima, pero el efecto de dicha responsabilidad puede variar según que la misma opere frente al deudor o frente a terceros.
Es preciso por ello definir previamente al tercero hipotecario como aquel sujeto que ha inscrito su derecho que previamente ha adquirido a título oneroso, de buena fe, y trae causa de titular inscrito.
- Límites frente a terceros: La responsabilidad máxima de la finca hipotecada se limita por la Ley o por los pactos establecidos en la escritura de hipoteca que, a su vez, la ley limita, y que se concreta en lo siguiente: - principal más 3 años de intereses (si no se pacta expresamente el límite); - principal y hasta 5 años de intereses (si se pacta expresamente).
- Límites en ausencia de terceros: El deudor hipotecario responde hasta donde alcance el valor del inmueble, por toda la deuda, tanto por principal como por todos los intereses sin límite cuantitativo.

### Elementos y extensión de la hipoteca
- Elementos personales: (a) El acreedor hipotecario: Titular beneficiario de la hipoteca como derecho real de garantía al que se le exige únicamente tener personalidad y capacidad de obrar en derecho, ya sea persona física, o sea persona jurídica. (b) El deudor hipotecario: Sujeto pasivo obligado a cumplir la obligación garantizada por la hipoteca. (c) Dueño de la finca hipotecada: Normalmente es el deudor hipotecario el dueño pero, en algunos casos, también puede ser dueño un tercero no deudor de la obligación garantizada por la hipoteca, figura esta última que se conoce como el hipotecante no deudor. La ley exige al que constituye la hipoteca que sea propietario de la cosa hipotecada y que tenga libre disposición sobre la misma. Carecen de libre disposición y no pueden hipotecar sus bienes, los menores de edad, los incapacitados por sentencia judicial firme, los cónyuges en régimen económico matrimonial de gananciales si actúan por separado, incluso aunque no sea propietario. Excepción a estos requisitos de capacidad es la hipoteca testamentaria mediante la que el testador grava sus bienes con efectos a partir de la fecha de su muerte, pues téngase en cuenta que la capacidad para testar se adquiere a los 14 años con lo que se daría lugar a constituir hipoteca un menor de edad en el caso de que falleciera. Con carácter general, a la constitución de la hipoteca tendrán que concurrir, presentes o representados, todos los sujetos necesarios para completar el pleno dominio y disposición de la cosa hipotecada, lo que significa, por ejemplo, que se necesita concurran todos los titulares proindiviso, del nudo propietario y del usufructuario, o del cónyuge no dueño cuando la finca constituye el domicilio conyugal.

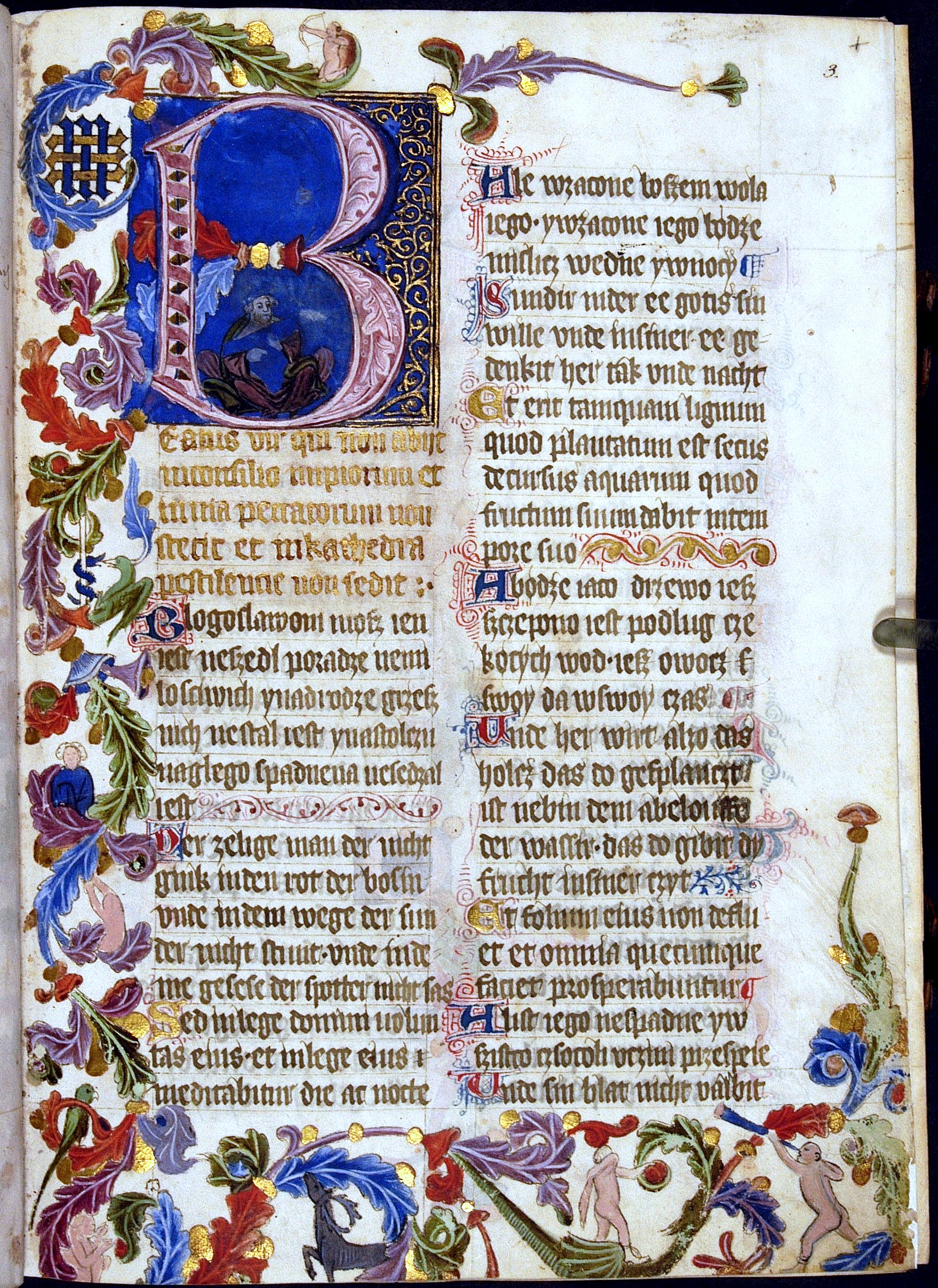
Escritura pública e inscripción registral, son elementos formales constitutivos esenciales de la hipoteca inmobiliaria.

- Elementos formales: Básicamente dos: 1. Constitución en escritura pública autorizada por notario. 2. Inscripción en el Registro de la propiedad. Excepcionalmente se entienden tácitamente constituidas, sin más requisito que las disposiciones legales hipotecas a favor de personas o instituciones merecedoras de especial protección como por ejemplo el estado, las provincias o los pueblos en garantía de la anualidad corriente y de la última vencida y no satisfecha de las contribuciones o impuestos que graven los inmuebles, o por ejemplo la hipoteca legal tácita a favor de los aseguradores por el importe de la prima de los dos últimos años del seguro de los bienes inmuebles.
- Elementos reales: Como contrato accesorio cuya existencia se fundamente en que es garantía del contrato principal, la hipoteca tiene los siguientes elementos reales: 1. La obligación garantizada. 2. La cosa o derecho hipotecable. (a) La obligación garantizada: Pueden garantizarse toda clase de obligaciones, puras, condicionales y a término, sujetas a condiciones suspensivas y resolutorias, obligaciones futuras, e incluso, desde la introducción del art. 153-bis, obligaciones inexistentes meramente indicadas. (b) Cosas o derechos gravables por hipoteca. Sólo pueden hipotecarse los bienes inmuebles y los derechos reales enajenables con arreglo a la Ley impuestos sobre los bienes inmuebles.

#### Bienes susceptibles de hipoteca inmobiliaria
Sin dejar cerrado su número total, el art. 107 de la Ley Hipotecaria enumera, y concreta en doce, los bienes y derechos hipotecables:
- 1. El derecho de usufructo. La hipoteca se extinguirá si el usufructo concluye por acto ajeno a la voluntad del usufructuario.
- 2. La nuda propiedad. Al consolidarse con el usufructo la hipoteca se extiende a éste, salvo pacto expreso en contrario.
- 3. Los bienes anteriormente hipotecados. Segundas y sucesivas hipotecas sobre un mismo bien, incluso aunque existiera un pacto anterior de no volver a hipotecar.
- 4. El derecho de hipoteca. Se puede hipotecar la hipoteca. Esta figura se conoce con el nombre de subhipoteca.
- 5. El derecho de superficie, de pastos, de leña, de aguas y otros semejantes de naturaleza real.
- 6. Las concesiones administrativas. (De conformidad con el art. 228.f de la Ley 30/2007, de 30 de octubre, de Contratos de las Administraciones Públicas) La hipoteca durará mientras dure la concesión y se atendrá a sus términos, necesitando -en su caso- autorización administrativa del Órgano que otorgó la concesión.
- 7. Los bienes vendidos con pacto de retro o carta de gracia. Supuesto en el que el vendedor enajena una cosa pero se reserva el derecho a volver a adquirirla. La hipoteca se extingue si el bien hipotecado se retrajere al vendedor inicial. El acreedor hipotecario conserva un derecho a cobrarse sobre el precio de la retroventa.
- 8. El derecho de retracto convencional. Pasado el plazo para retraer la hipoteca se extingue por desaparición de su objeto.

9. Los bienes litigiosos. En todo caso la hipoteca quedará pendiente de la resolución del pleito.
- 10. Los bienes sujetos a condiciones resolutorias expresas. La hipoteca se extingue si se resuelve el derecho sujeto a condición del hipotecante.
- 11. Los pisos o locales de un edificio en régimen de propiedad horizontal conforme a lo que determina el art. 8 L.H.
- 12. El derecho de remate sobre los bienes inmuebles subastados en un procedimiento judicial. Una vez inscrita la transmisión en el Registro, la hipoteca sobre el derecho de remate se trasladará, por subrogación real, al inmueble rematado. Únicamente operativo en subastas judiciales pues la ley, por omisión, excluye de esta posibilidad el remate en subastas notariales o administrativas.

Otros derechos hipotecables no contemplados en el art. 107 L.H.:
- 13. El derecho de opción de compra, que como derecho temporal se verá tratado del mismo modo que el derecho de retracto convencional citado en el anterior punto 8.
- 14. El derecho hereditario: Se efectuaría una inscripción en cada finca englobada en el caudal hereditario del causante.
- 15. El derecho al aprovechamiento urbanístico sólo en los supuestos de inscripción en folio real independiente, particularmente en los sistemas de expropiación a cambio de finca futura o en las transferencias coactivas de aprovechamiento.

Cosas o derechos que no se pueden hipotecar: El art. 108 de la L.H. los enumera y deja concretados en tres:
- 1. Las servidumbres. Salvo las de aguas en los términos del punto n.º 5 anteriormente descrito.
- 2. Los usufructos legales, excepto el del cónyuge viudo establecido en el Código Civil como cuota legal en la herencia del cónyuge premuerto.
- 3. Los derechos de uso y habitación. No son derechos enajenables pues se otorgan ad personam.
- Tampoco se pueden hipotecar (aunque sean derechos reales):
- 4. El derecho de posesión en cuanto que el título de posesión no es inscribible en el Registro de la Propiedad.
- 5. El derecho de retorno arrendaticio porque no figura en el Registro en asiento de inscripción sino como aviso en mera nota marginal.

#### Extensión de la hipoteca
Además del inmueble hipotecado, la hipoteca se extiende, de manera natural (extensión natural), por disponerse en la ley, a la accesiones naturales, a las mejoras y a las indemnizaciones al propietario por razón de la cosa hipotecada.
Si se produce un exceso de cabida en la finca hipotecada, la hipoteca se extenderá también a la superficie del exceso .
Asimismo se puede extender por acuerdo expreso entre las partes (extensión pactada) a los muebles e instalaciones colocados permanentemente en la finca, y a los frutos y a las rentas vencidas.
Caso especial de extensión de la hipoteca a los intereses, gastos y costas:
Si la hipoteca garantiza una obligación que produce intereses, también queda garantizada la obligación accesoria de pago de éstos, salvo que expresamente se haya pactado lo contrario. 
Ahora bien, si la finca hipotecada pasara a propiedad de un tercero o estuviera gravada de algún modo a favor de tercero, entonces dicha finca hipotecada responderá únicamente de los intereses de dos años, más la parte vencida de la anualidad corriente (art. 114 de la L.H.). 
Esta disposición admite pacto en contrario y así, el propio art. 114 L.H., establece que se podrá pactar que la hipoteca asegure intereses que en ningún caso superen plazo superior a cinco años.
Se podrá extender la hipoteca también a las costas y gastos, asimismo mediante pacto expreso, especificando una cantidad alzada y separada y que en ningún caso podrá ser comprensiva de intereses.

#### Cesión del préstamo. Subrogación del deudor
Este negocio jurídico se encuadra dentro de las características del llamado contrato de asunción de deuda, que consiste en la sustitución de la persona del deudor, sin extinción de la primitiva relación obligatoria.
Esta cesión no opera de manera unilateral sino que tiene que ser consentida por el acreedor (banco prestamista) que caso contrario no se vería perjudicado por la insolvencia del cesionario.
Cuando el préstamo sea hipotecario, la cesión se tiene que formalizar en escritura pública e inscribirse en el Registro de la Propiedad.
Cuando el acreedor ha aceptado la cesión de la deuda o subrogación, la insolvencia del nuevo deudor no le permitirá regresar y revivir la acción contra el deudor primitivo.

## Venta del inmueble hipotecado
La cesión de la deuda se produce cuando se transmite una finca gravada con hipoteca en garantía de un préstamo o crédito.
En la escritura de compraventa se pacta que el adquirente suscribe en su totalidad la deuda, descuenta del precio el préstamo, que retiene, y se subroga en todas las obligaciones nacidas del préstamo hipotecario, tanto las obligaciones personales como las reales o hipotecarias.
La finca adquirida continuaría, en todo caso, respondiendo del pago de la deuda a pesar del cambio de titularidad.

### Extinción de la hipoteca
Extinción por vía consecuente.- Dijimos que la hipoteca es un contrato accesorio y que el principio que rige lo accesorio sigue la suerte de lo principal; de ahí que la hipoteca se extinga cuando se extingue la obligación principal.
Remisión de la hipoteca.- El acreedor puede remitir su derecho a la hipoteca sin remitir el derecho principal. La condonación de la deuda principal extinguirá las obligaciones accesorias, pero la de éstas deja subsistente la primera.
Destrucción del bien hipotecado.- La hipoteca es un derecho real que solo tiene su razón de ser en función de la cosa; si ésta pereciera, es obvio que la hipoteca se extinga por falta de objeto. Los casos en que se pierde la cosa son:
- Por destrucción material del bien.
- Por quedar fuera del comercio.
- Porque desaparezca sin tener noticias de ella.
- Cuando, aunque se sabe dónde se encuentra, la cosa no se puede recobrar.
Prescripción.- La acción hipotecaria prescribirá a los veinte años, contados desde que pueda ejercitarse con arreglo al título inscrito.